# Angelic Layer
Angelic Layer (エンジェリックレイヤー, Enjerikku Reiyā) és una sèrie de manga japonesa creada per Clamp. El manga va ser publicat al Japó per Kadokawa Shoten en la revista Monthly Shonen Ace entre el 1999 i el 2001. Va ser la primera obra del grup que va utilitzar un estil significativament més simplificat, que va reduir l'èmfasi en els detalls i va destacar-ne les postures i els gestos. Aquest estil es repetiria més endavant en sèries com Chobits i Tsubasa: les cròniques perdudes
Se'n va fer una adaptació a anime de 26 episodis anomenada Angelic Layer: Battle Doll (機動天使エンジェリックレイヤー, Kidō Tenshi Enjerikku Reiyā, trad., "Angelic Layer: Àngel Mòbil") produïda per l'estudi d'animació BONES. Es va emetre per primer cop per TV Tokyo de l'1 d'abril de 2001 al 23 de setembre de 2001.
El 2003 van sortir a la venda set volums de VHS i DVD de la sèrie. Es va tornar a publicar el 2005 en un conjunt de cinc volums.
Angelic Layer té lloc en el mateix univers que l'obra posterior de Clamp Chobits, que tracta similarment la relació entre humans, dispositius creats per humans, joguines i poders semblants als de les divinitats. Diversos personatges també apareixen a Tsubasa: les cròniques perdudes, incloent-hi la majoria dels personatges principals, així com l'àngel Blanche.

## Argument
La protagonista principal és la Misaki Suzuhara. És una estudiant de primer de secundària que acaba de traslladar-se a Tòquio per viure amb la seva tieta, Shouko Asami. Després d'arribar a la ciutat fora de l'estació de Tòquio, la Misaki observa una batalla entre dues nines en una gran pantalla en directe anomenada Angelic Layer, un joc molt popular en què els jugadors (anomenats Deus) compren i dissenyen a mida nines anomenades "Àngels" que es mouen mitjançant el control mental quan estan en un camp anomenat la "capa".
Un dia la Misaki coneix a Ichiro Mihara, el co-creador d'Angelic Layer, aquest l'anima a comprar i crear el seu propi àngel. La Misaki crea aleshores un àngel baixeta, força i feliç i la bateja com a Hikaru, basant-se en Hikaru Shidō de Magic Knight Rayearth de Clamp. Malgrat ser ignorant sobre el joc, ella aviat arriba a competir en tornejos i rep l'ajuda i l'atenció de l'Ichiro.
És aleshores quan la Misaki comença a estudiar a l'Acadèmia Eriol, una institució educativa que inclou graons des de l'educació infantil fins al batxillerat. Allà es fa amiga de la Hatoko Kobayashi, una nena d'educació infantil molt intel·ligent i madura que és una Deessa famosa i una experta en l'Angelic Layer. La seva àngel és increïblement ràpida, Suzuka, és una de les competidores preferides en els tornejos. La Misaki també fa amistat amb el germà gran de la Hatoko, en Kōtarō, i la seva amiga Tamayo Kizaki, una noia fascinada per les arts marcials. Ambdós resulten ser companys de classe de la Misaki.
Mentre s'adapta al seu nou entorn, la Misaki també és presa del seu passat. Els seus pensaments sovint es centren en la seva mare, a qui no ha vist des de la seva infantesa. Amb el temps, la Misaki descobreix que la seva mare va ser clau en el desenvolupament de l'Angelic Layer, on va treballar en un intent de desenvolupar una pròtesi perfecta per a remeiar la seva esclerosi múltiple, que l'ha confinat a una cadira de rodes. La seva mare també és la Deessa d'Atena i la campiona de l'Angelic Layer.
La trama presenta diferències en el manga respecte a l'adaptació a l'anime. En el manga la Misaki bateja el seu àngel amb el nom de la seva nina preferida de la infància, la mare de la Misaki no pateix d'esclerosi múltiple. L'Ichiro juga un paper important en l'argument de Chobits, però aquesta connexió es redueix a una sola escena a l'anime. El germà petit de la Kaede, en Minoru, també és un personatge de Chobits.

## Personatges

### Misaki Suzuhara(鈴原 みさき,Suzuhara Misaki)
Seiyū: Atsuko Enomoto
És una nena de dotze anys, tendra i amable, que es va haver d'acomiadar de la seva mare quan tenia cinc anys. Va créixer amb els seus avis, i la seva àvia li va ensenyar a cuinar bé, com ho feia la seva mare. Set anys després, té l'oportunitat d'estudiar a Tòquio i es muda a viure amb la seva tia Shouko. Coneix un nou joc a la pantalla gran que demostra que l'edat i la mida no importen, i decideix jugar a l'Angelic Layer. Allà coneixerà nous amics que l'ajudaran a complir els seus somnis i serà coneguda com la principiant miraculosa.

### Hikaru(ヒカル,Hikaru)
L'àngel de la Misaki. El seu nom ve de la primera nina que va tenir quan era petita; és petita, però molt ràpida.

### Kōtarō Kobayashi(小林 虎太郎,Kobayashi Kōtarō)
Seiyū: Jun Fukuyama
Un noi tímid, amic de la Misaki, que a poc a poc comença a agradar-li. És el germà gran de la Hatoko, que no el respecta, igual que la resta de personatges de la sèrie. També és amic d'infància de la Tamayo.

### Tamayo Kizaki(木崎 珠代,Kizaki Tamayo)
Seiyū: Satsuki Yukino
És una noia enèrgica que practica tota mena de lluites, està enamorada del Kōtarō, però només li confessa els seus sentiments al final de la sèrie.

### Hatoko Kobayashi(小林 鳩子,Kobayashi Hatoko)
Seiyū: Yuri Shiratori
És una alumna de primària a qui li agrada la Misaki. És molt popular per ser la nena miracle de l'Angelic Layer, i també és molt adorable.

### Suzuka(鈴鹿,Suzuka)
L'àngel de la Hatoko, és conegut com el "Suzuka el llamp" per la seva rapidesa, i per això tothom vol un àngel com ella.

### Ringo Seto(瀬戸 林子,Seto Ringo)
Seiyū: Kana Ueda
Una cantant. En Kōtarō és el seu fan número u, però al final tria la Misaki.

### Ranga(ランガ,Ranga)
L'àngel de la Ringo, té un atac de vent, i per això la Ringo ha de perdre pes per fer l'atac especial.

### Madoka Fujisaki(藤崎 円香,Fujisaki Madoka)
Una noia que sol fer trampes en l'Angelic Layer perquè la Hatoko li va guanyar. El seu àngel és el Mao. Té una germana que crea àngels, anomenada Arisu. En el torneig de Kantō és vençuda per la Misaki.

### Ohjiro Mihara(三原 王二郎,Mihara Ōjirō)
Seiyū: Soichiro Hoshi
Conegut com el "príncep de la plataforma", és el germà menor de l'Icchan, que està enamorat de la Shuuko, la mare de la Misaki, encara que al final es demostra que és més admiració que amor. Coneix la Misaki i se n'enamora.

### Wizard(ウィザード,Wizādo)
L'àngel de l'Ohjiro, és conegut per la seva habilitat especial "MAGIC GUARD", que li permet no rebre cap colp de l'oponent.

### Kaede Saito(斉藤 楓,Saitō Kaede)
Seiyū: Ayako Kawasumi
Una noia adorable amb un somriure angelical que tracta el seu àngel Blanche com si fos la seva filla, ja que no té mare.

### Blanche(ブランシェ,Buranshe)
L'àngel de la Kaede, és molt ràpida perquè va néixer dels primers ous d'àngel creats, i pot, en el seu poder mínim, activar el Mode Hiper, que allibera tot el seu poder.

### Sai Jōnōchi(城乃内 最,Jōnōuchi Sai)
Seiyū: Houko Kuwashima
És una noia freda i inexpressiva que juga per la seva amiga Kaede, que va morir i li va demanar que jugués per ella. També estima la Misaki, i descobreix el punt feble del Hikaru.

### Shirahime(白姫,Shirahime)
L'àngel de la Sai. És una màquina de gel, el seu defecte és que no és gaire ràpida i pesada.

### Ichiro Mihara(三原 一郎,Mihara Ichirō)
Seiyū: Masaya Onosaka
És el creador de l'Angelic Layer, o com ell mateix diu, el "pare". Es va enamorar de la Shuuko, i és una persona molt estranya. Es fa dir Icchan.

### Masaharu Ogata(尾形 雅治,Ogata Masaharu)
Seiyū: Tomokazu Seki
És l'ajudant de l'Icchan, i sempre el castiga amb coses horribles o ridícules.

### Shuko Suzuhara(鈴原 萩子,Suzuhara Shūko)
Seiyū: Kikuko Inoue
És la mare de la Misaki, que la va deixar per tractar la seva malaltia a les cames. També és la triple campiona i la mare de l'Angelic Layer. A causa del seu problema, l'Ichiro va crear l'Angelic Layer per finançar i crear unes cames mecàniques.

### Athena(アテナ,Atena)
És l'àngel més poderós de tots. És gran i ràpida, i pertany a la Shuuko.

### Shoko Asami(浅見 祥子,Asami Shōko)
Seiyū: Kotono Mitsuishi
És la tia de la Misaki, reportera i germana de la Shuuko.

## Mitjans

### Manga
Llistat de publicacions del manga en format tankōbon des de l'1 juny de 1999 a l'1 d'octubre de 2001.
| Volum | Publicació original | ISBN          |
| ----- | ------------------- | ------------- |
| 1     | July 1, 1999        | 4-04-713283-7 |
| 2     | March 9, 2000       | 4-04-713319-1 |
| 3     | December 1, 2000    | 4-04-713375-2 |
| 4     | May 1, 2001         | 4-04-713414-7 |
| 5     | October 1, 2001     | 4-04-713454-6 |

### Anime
L'anime disposa d'un opening "Be My Angel" compost per Gorō Matsui i interpretat per Atsuko Enomoto, té dos endings "The Starry Sky" compost i interpretat pel grup HALNA i "Després de la pluja" (雨あがり, Ame Agari) compost per Chisa Tanabe i interpretat per Moeko Matsushita.
L'adaptació de l'anime titulada Angelic Layer: Battle Doll (機動天使エンジェリックレイヤー, Kidō Tenshi Enjerikku Reiyā, trad., "Angelic Layer: Àngel Mòbil") està formada per 26 episodis. El primer capítol va començar l'1 d'abril de 2001 i va acabar el 23 de setembre de 2001.
| Núm. | Títol | Data d'estrena         |
| ---- | --- | ---------------------- |
| 1    | Transcripció: "Hajimemashite! Watashidake no Enjeru" (Japanese: はじめまして! 私だけのエンジェル)                   | d'abril de 2001        |
| 2    | Transcripció: "Ganbare Hikaru! Hajimete no faito!!" (Japanese: がんばれヒカル! はじめてのファイト!!)                | 8 d'abril de 2001      |
| 3    | Transcripció: "Anata wa dare? Misaki no dokidoki resson" (Japanese: あなたは誰? みさきのドキドキレッスン)           | 15 d'abril de 2001     |
| 4    | Transcripció: "Tenshi ga maiorita hi" (Japanese: 天使が舞いおりた日)                                                | 22 d'abril de 2001     |
| 5    | Transcripció: "Maketakunai! Hikaru o shinjite..." (Japanese: 負けたくない!ヒカルを信じて...)                        | 29 d'abril de 2001     |
| 6    | Transcripció: "Kosoku no Suzuka! Hatoko no raibaru sengen!!" (Japanese: 光速の鈴鹿! 鳩子のライバル宣言!!)           | 6 de maig de 2001      |
| 7    | Transcripció: "Girigiri no tatakai... Misaki no rasuto chansu" (Japanese: ギリギリの戦い... みさきのラストチャンス) | 13 de maig de 2001     |
| 8    | Transcripció: "Misaki VS Misaki? Kiken na dōkyusei" (Japanese: みさきVSミサキ? 危険な同級生)                        | 20 de maig de 2001     |
| 9    | Transcripció: "Utae! Misaki Deusu wa aidoru!?" (Japanese: 歌え! みさき デウスはアイドル!?)                          | 27 de maig de 2001     |
| 10   | Transcripció: "Ijiwaru shimai! Nerawareta Hikaru" (Japanese: いじわる姉妹! 狙われたヒカル)                          | 3 de juny de 2001      |
| 11   | Transcripció: "Ketchaku! Hikaru to Mao no shinken shobu" (Japanese: 決着! ヒカルとマオの真剣勝負)                   | 10 de juny de 2001     |
| 12   | Transcripció: "Misaki to Kotaro Futari no wakuwaku dēto" (Japanese: みさきと虎太郎 二人のわくわくデート)            | 17 de juny de 2001     |
| 13   | Transcripció: "Junpaku no Buranshe Kaede no hohoemi" (Japanese: 純白のブランシェ 楓のほほえみ)                      | 24 de juny de 2001     |
| 14   | Transcripció: "Akiramenai! Soshite tenshi wa umareta" (Japanese: あきらめない! そして天使は生まれた)                | 1 de juliol de 2001    |
| 15   | Transcripció: "Shirahime vs Suzuka! Aisu Mashīn no himitsu" (Japanese: 白姫VS鈴鹿! アイスマシーンの秘密)            | 8 de juliol de 2001    |
| 16   | Transcripció: "Kesshosen! Hikaru no rasuto atakku" (Japanese: 決勝戦! ヒカルのラストアタック)                       | 15 de juliol de 2001   |
| 17   | Transcripció: "Anata ni kimeta! Misaki no eranda hito" (Japanese: あなたに決めた! みさきの選んだヒト)               | 22 de juliol de 2001   |
| 18   | Transcripció: "Kyoteki ga ippai! Akogare no zenkokutaikai" (Japanese: 強敵がいっぱい! あこがれの全国大会)           | 29 de juliol de 2001   |
| 19   | Transcripció: "Shisutemu Daun!? Arashi no senjō kessen!" (Japanese: システムダウン!? 嵐の船上決戦!)                 | 5 d'agost de 2001      |
| 20   | Transcripció: "Teki wa Icchan? Tomadoi no nikaisen!" (Japanese: 敵はいっちゃん? 戸惑いの二回戦!)                    | 12 d'agost de 2001     |
| 21   | Transcripció: "Natsu no umi! Dareka ga dareka ni koishiteru" (Japanese: 夏の海! 誰かが誰かに恋してる)               | 19 d'agost de 2001     |
| 22   | Transcripció: "Totsuzen no futarikiri Himitsu no daburu dēto" (Japanese: 突然の二人きり 秘密のダブルデート)         | 26 d'agost de 2001     |
| 23   | Transcripció: "Maho no kabe o yabure! Misaki VS Ōjirō" (Japanese: 魔法の壁を破れ! みさきVS王二郎)                   | 2 de setembre de 2001  |
| 24   | Transcripció: "Misaki ni todoke! Kono omoi niji o koete" (Japanese: みさきに届け!この想い虹を越えて)                | 9 de setembre de 2001  |
| 25   | Transcripció: "Unmei no saikai Namida ni nureta enjeru" (Japanese: 運命の再会 涙に濡れたエンジェル)                 | 16 de setembre de 2001 |
| 26   | Transcripció: "Tenshi no tsubasa yo! Watashi to Hikaru o izanatte" (Japanese: 天使の翼よ! 私とヒカルをいざなって)   | 23 de setembre de 2001 |